# Visogliano
Visogliano (Vižovlje in sloveno) è un piccolo centro agricolo e residenziale del comune sparso di Duino-Aurisina. È composto da un nucleo storico di case in stile carsico addossate lungo la ferrovia e da una serie di più recenti costruzioni, situate, per lo più, lungo la strada provinciale 32, collegante Sistiana e Malchina.

## Storia
Visogliano è citato per la prima volta nell'urbario di Duino del 1578 col nome di Vižoulje (toponimo incerto, anche se è probabile il legame col toponimo cinquecentesco di Cisogliano, che indicava Sistiana), anche se negli anni settanta venne portato alla luce il cosiddetto riparo di Visogliano in una piccola dolina lungo la carrareccia Sistiana – Slivia, dove sono stati ritrovati i più antichi reperti di ossa animali e umane (Homo heidelbergensis) del territorio triestino, risalenti ad un periodo fra i 600.000 ai 400.000 anni fa.
Il 16 agosto 1944 la località venne data alle fiamme dai tedeschi, quale rappresaglia per un attentato partigiano lungo la ferrovia.

## Infrastrutture e trasporti
Visogliano condivide con Sistiana la stazione ferroviaria (che appunto si chiama Sistiana-Visogliano) posta sulla linea ferroviaria Trieste-Venezia.

## Sport
Nella periferia ovest della frazione ha sede il campo sportivo comunale inaugurato nel 1988, capace di ospitare un migliaio di spettatori. All'interno delle tribune vi è anche una piccola sala per i congressi.